# Poggio Renatico
Poggio Renatico – miejscowość i gmina we Włoszech, w regionie Emilia-Romania, w prowincji Ferrara.
Według danych na rok 2004 gminę zamieszkiwały 7673 osoby, 97,1 os./km².
W miejscowości jest przystanek kolejowy Poggio Renatico.